# آپلاومور
آپلاومور (به انگلیسی: Uplawmoor) یک روستا در بریتانیا است که در اسکاتلند واقع شده‌است. آپلاومور ۷۰۰ نفر جمعیت دارد.